# Sienna Miller
Sienna Rose Diana Miller (Nova Iorque, 28 de dezembro de 1981) é uma atriz, modelo e estilista britânica e norte-americana. Conhecida por filmes como G.I. Joe: A Origem de Cobra e Stardust - O Mistério da Estrela. Miller recebeu sua primeira indicação ao Globo de Ouro na categoria Melhor atriz em minissérie ou filme para televisão pelo telefilme The Girl no qual interpreta a atriz Tippi Hedren. Ela também já recebeu uma indicação ao BAFTA na categoria Rising Star Award de Estrela em Ascensão.

## Biografia
Miller nasceu na cidade de Nova Iorque, Estados Unidos, é filha do banqueiro Edward Miller e da executiva de teatro Josefina Miller, a atriz tem uma irmã chamada Savannah, e mais três meios-irmãos: Charles, Natasha e Stephen.
Sienna ficou conhecida por seu conturbado relacionamento com o ator Jude Law, com quem esteve envolvida de 2003 a 2011, chegando inclusive, a ficarem noivos. Em 2008, se envolveu em um caso polêmico com o ator Balthazar Getty, na época casado. Em 2011, iniciou um romance com o ator Tom Sturridge, com quem tem uma filha, Marlowe Ottoline Layng Sturridge, nascida em Londres, em 7 de Julho de 2012. O casal terminou o noivado em meados de 2015.
Entre seus trabalhos mais notáveis estão Uma Garota Irresistível, Alfie- O Sedutor, com Jude Law, Amor Extremo, com Keira Knightley, Casanova, com Heath Ledger, Stardust - O Mistério da Estrela, G.I. Joe: A Origem de Cobra, Sniper Americano, com Bradley Cooper. Por ser um grande ícone-fashion, em 2007, Sienna lançou sua própria linha de roupas, chamada Twenty8Twelve.
Em 2012 Sienna atuou no telefilme The Girl, que aborda a relação de Tippi Hedren e Alfred Hitchcock durante as filmagens de Os Pássaros. Por esse trabalho, Sienna foi indicada ao Globo de Ouro na categoria Melhor atriz em minissérie ou filme para televisão.

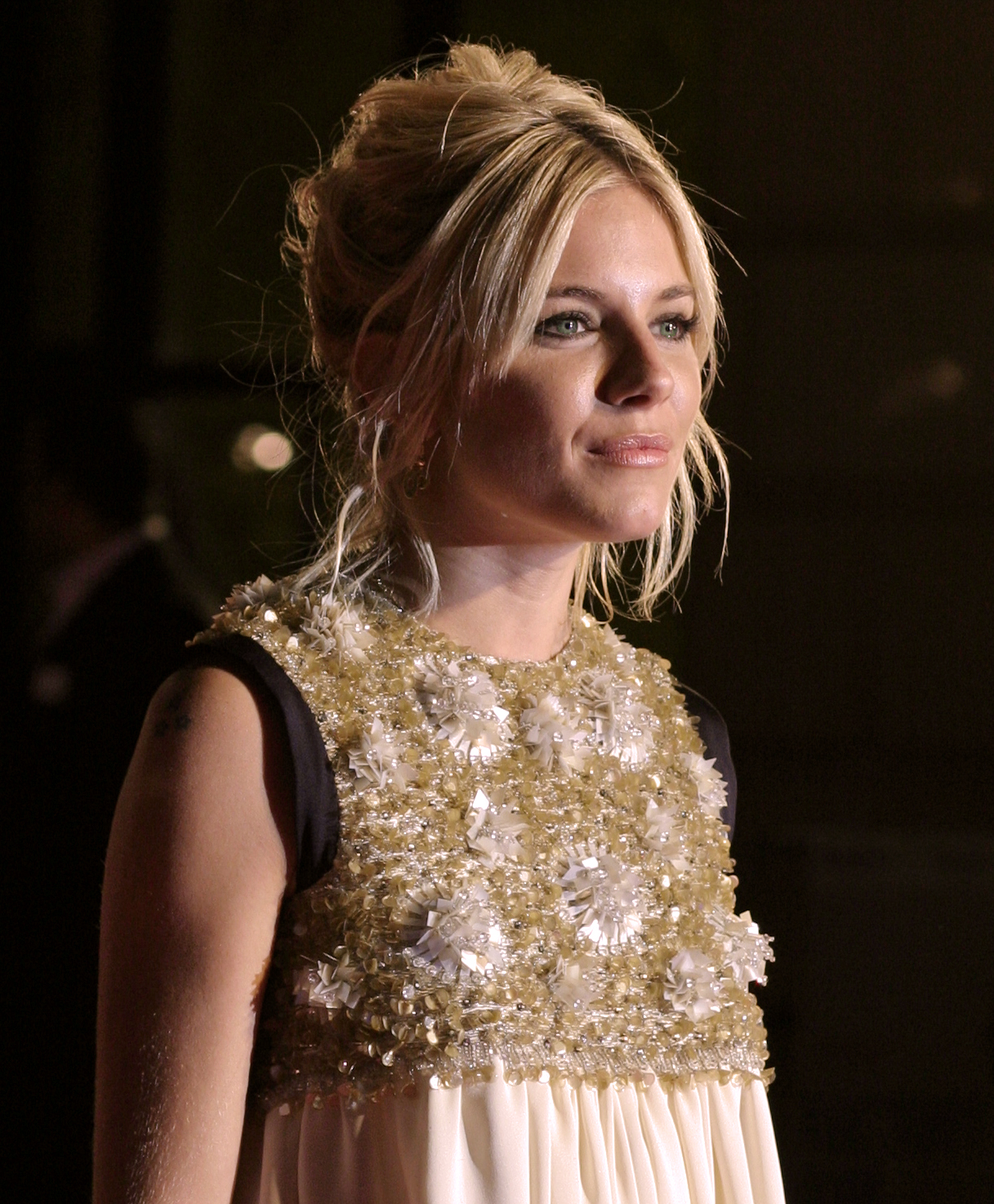
Sienna Miller na premiere de Factory Girl em Londres, 2007

## Filmografia
| Ano  | Título                      | Papel                                      |
| ---- | --------------------------- | ------------------------------------------ |
| 2001 | South Kensington            | Sharon                                     |
| 2002 | High Speed                  | Savannah                                   |
| 2002 | The Ride                    | Sara                                       |
| 2004 | Layer Cake                  | Tammy                                      |
| 2004 | Alfie - O Sedutor           | Nikki                                      |
| 2005 | Casanova                    | Francesca Bruni                            |
| 2006 | Factory Girl                | Edie Sedgwick                              |
| 2007 | Interview                   | Katya                                      |
| 2007 | Camille                     | Camille Foster                             |
| 2007 | Stardust                    | Victoria                                   |
| 2008 | The Mysteries of Pittsburgh | Jane Bellwether                            |
| 2008 | A Fox's Tale                | Darcey (Voz)                               |
| 2008 | The Edge of Love            | Caitlin Macnamara                          |
| 2009 | G.I. Joe: The Rise of Cobra | Ana Lewis/Anastascia DeCobray/The Baroness |
| 2012 | Nous York                   | Movie star                                 |
| 2012 | Two Jacks                   | Diana                                      |
| 2012 | Just Like a Woman (2012)    | Marilyn                                    |
| 2012 | Yellow                      | Xanne                                      |
| 2014 | Sniper Americano            | Taya Renae Kyle                            |
| 2014 | Foxcatcher                  | Nancy Schultz                              |
| 2015 | A Case of You               |                                            |
|      | Burnt                       | Helene Sweeney                             |
| 2017 | Live by Night               | Emma Gould                                 |

## Televisão
| Ano       | Título               | Papel           | Notas        |
| --------- | -------------------- | --------------- | ------------ |
| 2002      | The American Embassy | Babe            | 1 episódio   |
| 2002      | Bedtime              | Stacey          | 4 episódios  |
| 2003–2004 | Keen Eddie           | Fiona Bickerton | 13 episódios |
| 2009–2011 | Top Gear             | Ela mesma       | 2 episódios  |
| 2012      | The Girl             | Tippi Hedren    | HBO Film     |

## Prêmios e indicações
| Ano  | Prêmio                                   | Categoria                                          | Filme                       | Resultado |
| ---- | ---------------------------------------- | -------------------------------------------------- | --------------------------- | --------- |
| 2003 | Teen Choice Awards                       | Melhor atriz revelação                             | Keen Eddie                  | Indicado  |
| 2005 | Empire Awards                            | Melhor atriz revelação                             | Alfie                       | Indicado  |
| 2007 | Environmental Media Awards               | EMA Futures Award                                  |                             | Venceu    |
| 2007 | Independent Spirit Awards                | Melhor Atriz                                       | Interview                   | Indicado  |
| 2007 | London Film Critics Circle Awards        | Melhor atriz britânica                             | Interview                   | Indicado  |
| 2008 | BAFTA                                    | Rising Star Award                                  |                             | Indicado  |
| 2008 | British Independent Film Awards          | Melhor atriz coadjuvante                           | The Edge of Love            | Indicado  |
| 2009 | ShoWest Awards                           | Melhor atriz coadjuvante                           | The Edge of Love            | Venceu    |
| 2011 | Teen Choice Awards                       | Melhor atriz de ação                               | G.I. Joe: The Rise of Cobra | Indicado  |
| 2012 | Festival de la fiction TV de La Rochelle | Melhor Atriz                                       | Just like a woman           | Venceu    |
| 2012 | Globo de Ouro                            | Melhor atriz em minissérie ou filme para televisão | The Girl                    | Indicado  |
| 2012 | Satellite Awards                         | Melhor atriz em minissérie ou filme para televisão | The Girl                    | Indicado  |